# Bacina

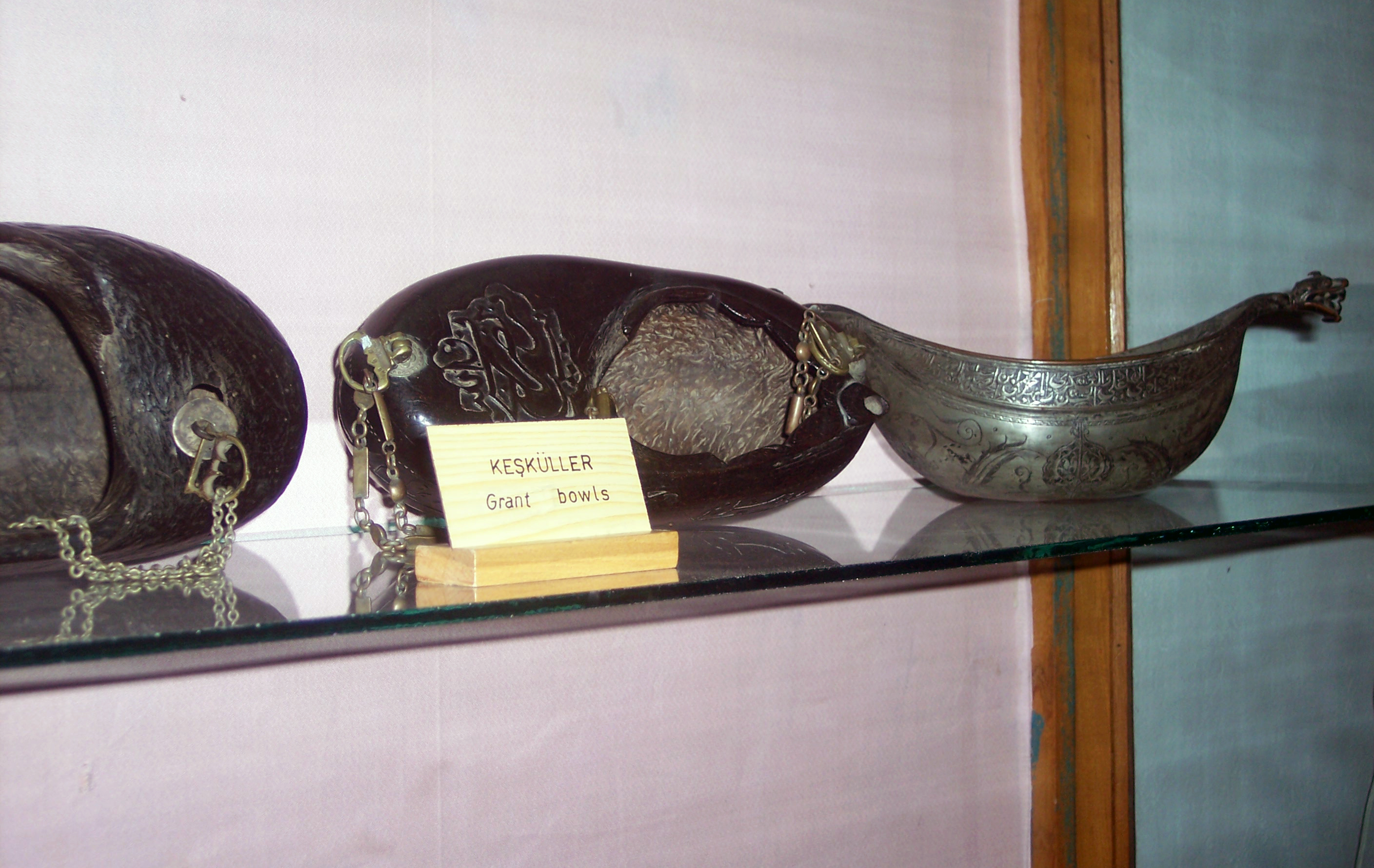
Bacinas en un museo de Turquía. Los dos de la izquierda están hechas con corteza de coco de mar (Lodoicea maldivica)

Una bacina es un recipiente o cuenco de metal, u otros materiales. 
Según el tipo de bacina, el recipiente sirve para pedir limosna (en cuyo caso es llamada también bacineta, diminutivo de bacina), o para contener líquidos u otras substancias. Con frecuencia tienen usos religiosos o rituales. Las utilizadas en la Iglesia católica son generalmente de latón,  a menudo están decoradas. En el Antiguo Testamento la bacina servía para recoger la sangre de los animales sacrificados. Las denominadas Kapala, propias de ciertos rituales tántricos del hinduismo y del budismo vajrayana, están hechas con un cráneo.
No confundir con bacía; aunque la utilizada para afeitar es en sí una bacina.